# Élni (manga)
Az Élni (アライヴ; Hepburn: Araivu; ALIVE) Takahasi Cutomu horrormangája. Japánban a Young Jump magazinban jelent meg 10 fejezeten keresztül, majd a Shueisha adta ki egy kötetben 1999-ben. Magyarországon a MangaFan gondozásában jelent meg 2007-ben. A mangából később egy élőszereplős film is készült Kitamura Rjúhei rendezésében.

## Cselekmény
Jasiro Tensút halálra ítélik öt ember megöléséért. Áldozatai között volt saját szeretője is. Kivégzése előtt egy titkos kormányszervezet választást ajánl neki: meghalhat azonnal, ahogy az ítélet szól, vagy részt vehet egy kísérletben, ahová olyan embereket keresnek, akikben erős a gyilkolási ösztön.

## Élőszereplős film
A manga élőszereplős filmfeldolgozása Kitamura Rjúhei rendezésében készült. Premierje 2002. szeptember 12-én volt a Torontói Nemzetközi Filmfesztiválon, Japánban 2003. június 21-én mutatták be. A The Klock Worx Company forgalmazta.

### Szereposztás
- Szakaki Hideo, mint Jasiro Tensú
- Rjó, mint Szaegusza Jurika
- Kojuki, mint Szaegusza Aszuka
- Shun Sugata, mint Macuda
- Erika Oda, mint Hara Miszako
- Tak Sakaguchi, mint Zeros
- Jun Kunimura, mint Kodzsima
- Mizukami Rjúsi, Kimura Keita és Aoki Minoru, mint gondnokok
- Hamacsika Takanori, mint őr
- Tanaka Jódzsi, mint fodrász őr
- Macuda Kendzsi, mint SWAT parancsnok
- Macumoto Minoru Arai Juicsiro Óba Kazuhito Josida Hirojuki, mint SWAT kommandósok
- Bengal, mint Tokutake
- Szugimoto Tetta, mint Gondó